# Programa scout
El Programa del Movimiento Scout es la forma en que se lleva a la práctica el Método Scout.

## Concepto
Definición del Programa de Jóvenes: un conjunto ordenado de experiencias de aprendizaje, que se ajusta a las necesidades de cada persona en relación con su medio, conforme a la aplicación del Método Scout y orientado por los Principios del Movimiento Scout.
El Programa de Viejos propone a los jóvenes lograr objetivos personales, esto es, que se esfuercen por alcanzar un conjunto de conductas deseables que les permitan crecer. Estos objetivos están establecidos según la edad de los jóvenes y van siendo más desafiantes a medida que ellos crecen, pero siempre de acuerdo a un cierto perfil final que se espera que el joven o la joven logren alrededor de los 21 años.
Los objetivos comprenden todos los aspectos de la personalidad, por lo que están agrupados en 6 áreas de crecimiento: corporalidad, creatividad, carácter, afectividad, sociabilidad y espiritualidad. No obstante que están ordenados en un malla, ésta es sólo una propuesta que cada joven, en diálogo con dirigente encargado de su seguimiento, modifica y complementa hasta que la hace suya.
De acuerdo al principio de aprendizaje por la acción, para lograr los objetivos los jóvenes realizan actividades, que son propuestas y elegidas por ellos mismos, y que desarrollan y evalúan con el apoyo de los dirigentes. Las actividades permiten que los jóvenes tengan experiencias
personales que contribuyen a incorporar en su comportamiento las conductas deseables propuestas por los objetivos.
De esta manera, las actividades cubren campos de acción muy diversos cuyo único denominador común es que son atrayentes para los jóvenes puesto que ellos mismos las eligen. La tarea del educador es convertir esa actividad en una experiencia de aprendizaje.
Un conjunto de estímulos y reconocimientos, adaptados a cada etapa de desarrollo, da cuenta del crecimiento de cada joven.
El Programa de jóvenes del Movimiento Scout, (del inglés, scouting), se aplica en más de 165 países y territorios, con aproximadamente 30 millones de destinatarios.
Las primeras directrices del Programa fueron escritas en 1908 en el libro Escultismo para muchachos de Robert Baden-Powell, fundador del movimiento.

## Metodología
El Método Scout es el sistema de autoeducación progresiva,
complementario de la familia y de la escuela, que se desarrolla a partir de la interacción de varios elementos, entre los cuales se destacan:
- Una Promesa y una Ley: La educación en valores expresados en una promesa y una ley a los que se adhiere voluntariamente;
- Aprender haciendo: La educación activa a través del aprender haciendo, el aprender jugando y el aprendizaje por medio del servicio;
- La pertenencia a pequeños grupos (por ejemplo: la patrulla o el equipo), que con la asistencia y acompañamiento responsable de adultos, incluyen el descubrimiento y la aceptación progresivos de responsabilidades, la capacitación hacia el gobierno autónomo tendientes al desarrollo del carácter, la adquisición de habilidades y competencias, la independencia y confianza en sí mismo, el sentido de servicio y, la aptitud de cooperar y conducir; uno de los aspectos que se mantienen desde los orígenes del escultismo es la toma de decisiones tomando en cuenta la opinión de la Corte de Honor, a partir de ahí surgen todos los demás niveles de decisión que en un grupo scout existen. En el caso de la Manada de Lobatos, Consejo de Roca; en la Tropa Scout, Corte de Honor; en la Comunidad de Caminantes, Congreso; en el Clan de Rovers, Parlamento; en el siguiente nivel corresponde al Consejo de Grupo que lo conforman únicamente los Jefes de cada sección y el Comité de Grupo (Jefe de Grupo, Subjefe de Grupo, Secretario de Grupo, Tesorero de Grupo y Vocal de Relaciones, existe una imagen del Vocal de Grupo, pero no tiene participación en el Consejo).
- Programas progresivos, atrayentes y estimulantes de actividades variadas basados en los intereses de los participantes compuestos por un sistema progresivo de objetivos y actividades educativas variadas, incluyendo juegos, habilidades útiles y servicios a la comunidad, que ocurren en gran parte al aire libre en contacto con la naturaleza.
- Presencia estimulante del adulto: Quienes tienen la tarea de ser los guardianes de la misión scout, son también aquellos que acompañan a los jóvenes en su proceso de desarrollo personal y que sirven como referente de la expresión de vivir de acuerdo a la propuesta de conducta que propone el movimiento scout.

## Características del Programa Scout
El Programa del Movimiento Scout se basa en un sistema de educación no formal que enfatiza las siguientes características:
- La participación en la selección y organización de actividades es progresiva y crece a medida que el joven madura.
- Las actividades son variadas y nacen de los intereses de los jóvenes y de su elección a través de mecanismos participativos.
- El atractivo de las actividades nace de un marco simbólico propio pensado para cada grupo de edad.[5]
- Las actividades estimulan el autoaprendizaje y la adhesión a los valores del Movimiento Scout.
- Un sistema progresivo de objetivos orienta la realización de las actividades para que sean educativas.[6]
- Su variedad incluye juegos, habilidades útiles y servicios a la comunidad.
- Las actividades ocurren en gran parte al aire libre en contacto con la naturaleza.

Principalmente las actividades del Programa se realizan en pequeños grupos llamados equipos o patrullas. Los 3 principales énfasis de las actividades son:
- el servicio y la educación en ciudadanía[7]
- el cuidado del ambiente[8]
- la comprensión y la educación para la paz[9][10]

## Grupos de edad y secciones
La propuesta scout comprende las edades que van entre los 7/8 años hasta los 20/21, generalmente divididos en 4 etapas:
| Período                         | Edades             | Nombre de la rama          |
| ------------------------------- | ------------------ | -------------------------- |
| Infancias media y tardía        | 7/8 a 10/11 años   | Rama Lobatos y golondrinas |
| Pubertad y primera adolescencia | 10/11 a 14/15 años | Rama guías y Unidad Scout  |
| Adolescencia intermedia         | 14/15 a 17/18 años | Rama Caminantes            |
| Juventud                        | 17/18 a 20/21 años | Rama Rovers                |

Las actividades del Programa del Movimiento Scout se adaptan a la madurez de cada grupo de edad y van variando según la cultura local, la comunidad cercana en la que funciona cada Grupo Scout y los intereses de los jóvenes
El Programa original del Movimiento Scout fue diseñado para jóvenes adolescentes de entre 11 y 17 años. Aunque todavía hoy en algunas Asociaciones Scouts Nacionales ese grupo de edad compone la Rama Scout, a partir del El informe de avance de los Jefes Scouts (1966) progresivamente se fue dando el agrupamiento en los 4 grupos referidos en la tabla previa.
Los grupos de edad originales que pensó Robert Baden-Powell al comienzo:
| Grupo de edad       | Scoutismo | Guidismo               |
| ------------------- | --------- | ---------------------- |
| 7 a 10 años         | Lobatos   | Brownies - Golondrinas |
| 11 a 17 años        | Scouts    | Guías Scouts           |
| 18 años en adelante | Rovers    | Rangers                |

- El programa de actividades aplicado en ciertos países de América, permite el funcionamiento de secciones mixtas o de un solo género, según la elección que hagan las autoridades locales.
- Algunas asociaciones tienen normado qué cuestiones se pueden "regionalizar" para ser adaptadas a la idiosincrasia de determinado territorio o provincia.
- Cada Grupo Scout celebra determinadas tradiciones locales que le son propias y que constituyen su identidad.
- Generalizar el uso de ciertos elementos representativos a nivel nacional.
- Un esquema de progresión personal basado en el logro de objetivos educativos el cual busca que el joven se plantee sus propios retos, mientras que en otros casos se sugiere un listado de contenidos mínimos a desarrollar en cada grupo de edad.
- Aceptar gente de cualquier creencia de fe o constituir Grupos o Asociaciones homogéneos en lo religioso.

Esta diversidad ha permitido al Programa del Movimiento Scout llegar a casi todos los países y las más diversas culturas y resultando un movimiento ya centenario que ha trascendido culturas, tradiciones, costumbres, ideas, formación social, etc.